# Aupaluk (terre réservée inuite)
Pour les articles homonymes, voir Aupaluk (homonymie).
Aupaluk est une terre réservée inuit de l'Administration régionale Kativik, dans la région administrative Nord-du-Québec du Québec. Elle a été créée le 2 mai 1995.
Aupaluk est également le nom d'un village nordique.